# De nacht van de wilde ezels
De nacht van de wilde ezels is een Nederlandse film uit 1990 van Pim de la Parra, gebaseerd op een scenario van Paul Ruven en Steven van Galen. De film heeft als internationale titel The Night of the Wild Donkeys.

## Rolverdeling
| Acteur                | Personage                  |
| --------------------- | -------------------------- |
| Pim de la Parra       | Waldo van Romondt          |
| Liz Snoyink           | Joanna van Romondt         |
| Camilla Braaksma      | Carmen Helman              |
| Kenneth Herdigein     | Patrick Delprado           |
| Hans Dagelet          | Jack de Boer               |
| Manouk van der Meulen | Mathilde Vanessen          |
| Jake Kruyer           | John Bob                   |
| Marian Mudder         | Marouska (as Marian Morée) |
| Gert-Jan Louwe        | Laurens Lang               |
| Isabella Van Rooy     | Lovanna                    |
| Martijn Apituley      | Vincent de Leeuw           |
| Marie Kooyman         | Helen de Boer              |
| Carel Donck           | Jan Slokker                |
| Bonnie Williams       | Maureen Schwarzenegger     |
| Harriët Beudeker      | Lid van meisjesbende       |